# 김재형 (축구인)
김재형(한국 한자: 金載瀯, 1973년 9월 2일 ~ )은 대한민국의 은퇴한 축구 선수이자 현 지도자로서 선수 시절 포지션은 수비형 미드필더이다.

## 수상
부산 아이파크
- K리그 (1): 1997
- FA컵 (1): 2004
- 리그컵 (2): 1997, 1998

 전북 현대 모터스
- AFC 챔피언스리그 (1): 2006